# Maitreyi D. Piontek
Maitreyi Dorothee Piontek, bürgerlich Dorothee Piontek (* 4. September 1957 in Zürich) ist eine Schweizer Autorin, Sexologin und spirituelle Lehrerin. In ihren Büchern schreibt sie über weibliche Sexualität und Mysterienarbeit.

## Leben
Maitreyi Piontek befasst sich mit alternativen Heil- und Therapiemethoden, Okkultismus und Spiritualität. Nach ihrer Ausbildung zur Psychiatrieschwester reiste sie im Alter von 21 Jahren nach Indien, um den Mystiker Osho, aufzusuchen, der ihr Meditationsmeister wurde.
Maitreyi Piontek interessiert sich insbesondere für den „verschütteten, weiblich-spirituellen Bereich“.
Sie hat ihre Erfahrungen und ersten Schritte auf dem von ihr entwickelten spirituellen weiblichen Weg in ihrem Buch Das Tao der Frau zusammengefasst. Das Buch wurde in mehrere Sprachen übersetzt.
In Pionteks weiblicher Mysterienarbeit geht es um einen ganzheitlichen transformierenden Entwicklungsweg, der Frauen von alten persönlichen, gesellschaftlichen und kollektiven Fesseln und Zwängen befreiten soll.
Maitreyi Pionteks Bücher, im Speziellen ihr Weibliches Manifest, beschreibt laut eigener Aussage, einen neuen spirituellen Feminismus.
Piontek lebt im Engadin. Sie ist international als Dozentin und Seminarleiterin tätig.

## Publikationen

### Bücher
- Das Tao der Frau. Energiearbeit, Selbstheilung, Sexualität. Ariston Verlag, Kreuzlingen und München 1995, ISBN 3-7205-1925-2; komplett überarbeitet: Heyne, 2010, ISBN 978-3-453-70124-3
- Das Tao der weiblichen Sexualität. Ein Praxisbuch für Frauen. O. W. Barth Verlag, Wien 1998, ISBN 3-502-61015-0
- Die weiblichen Juwele. Integral Verlag, München 2000, ISBN 3-7787-9063-3
- Weibliches Manifest. Entdecke deine authentische und lustvolle Spiritualität. Ansata, München 2009, ISBN 978-3-7787-7367-3; Taschenbuch Heyne, München 2013, ISBN 978-3-453-70233-2
- Die Wunder der weiblichen Sexualität. Heyne, München 2012, ISBN 978-3-453-70184-7; Alinti Verlag, Allschwil 2018, ISBN 978-3-905836-23-3

### Artikel
- Die neue Weiblichkeit? Die Retterin der Welt? In: Sein, 27. Februar 2018. Online
- Emotionale Verschmutzung. In: Sein, 1. Januar 2005. Online